# У име оца и сина
У име оца и сина је југословенски филм из 1999. године. Режирао га је Божидар Николић који је писао и сценарио са Жељком Мијановићем. Филм је сниман на Цетињу.